# 梁于涘
梁于涘（1608年11月25日—1645年），字飲光，一字湛至，號谷庵，直隸揚州府江都县人，明末政治人物。

## 生平
崇禎三年（1630年）庚午科應天鄉試第17名舉人，崇禎十六年（1643年）癸未科詩二房會試第158名，殿試三甲第198名，大理寺觀政，甲申授江西萬安縣知縣。弘光元年（1645年）清軍大舉南下，明將白之裔叛，領清軍進入萬安，江西巡撫曠昭被執，梁于涘不屈，投水自殺。乾隆年間追諡節愍。

## 家族
曾祖梁靜、祖梁天祚、父梁夢州。